# Massacro di Luby
Il massacro di Luby fu una sparatoria avvenuta il 16 ottobre 1991, in una Caffetteria Luby's a Killeen, in Texas. L'autore, George Hennard, ruppe con il suo pick-up la finestra anteriore in vetro del locale e iniziò a sparare, uccidendo 23 persone e ferendone altre 27. Ebbe poi un rapido scontro a fuoco con la polizia, rifiutando di arrendersi e infine si suicidò.
All'epoca, la sparatoria fu la più mortale strage con armi da fuoco compiuta da un unico individuo nella storia degli Stati Uniti, superata 16 anni dopo dalla sparatoria del Virginia Tech.

## Gli eventi
Il 16 ottobre 1991, il trentacinquenne George Hennard, un disoccupato che era stato un membro della Marina mercantile degli Stati Uniti d'America, portò il suo pickup Ford Ranger a infrangersi sulla finestra anteriore in vetro di una caffetteria della catena Luby's a Killeen. Hennard gridò: "Tutte le donne di Killeen e Belton sono vipere! Questo è quello che hai fatto a me e alla mia famiglia! Questo è quello che mi ha fatto la Contea di Bell ... questo è il giorno della rivincita!", aprendo quindi il fuoco sui clienti e sul personale sia con una pistola Glock 17 che con una pistola Ruger P89. Hennard uccise 23 persone, dieci delle quali con un solo colpo alla testa, e ne ferì altre 27.
Il 16 ottobre era il National Boss's Day e la caffetteria era insolitamente affollata di circa 150 persone. All'inizio i presenti pensarono che l'autista aveva avuto un incidente, ma l'uomo iniziò a sparare ai clienti quasi immediatamente; la prima vittima fu il veterinario Michael Griffith. Un altro cliente, Tommy Vaughn, si lanciò attraverso una finestra posteriore, riportando ferite, ma creando una via di fuga per sé e per gli altri.
Hennard ricaricò l'arma almeno tre volte prima dell'arrivo della polizia e iniziò una breve sparatoria con loro. Ferito, si ritirò in una zona tra i due bagni (alcune persone si stavano nascondendo in questi bagni e avevano bloccato le porte). La polizia disse ripetutamente ad Hennard di arrendersi, ma lui rifiutò, dicendo che avrebbe ucciso più persone. Hennard venne colpito altre due volte dalla polizia, all'addome. Avendo esaurito le munizioni per una delle sue armi e presentando delle ferite sempre più gravi, si suicidò sparandosi alla testa.

## Vittime
Gli uccisi nella sparatoria furono:
| Nome                 | Età | Città natale              |
| -------------------- | --- | ------------------------- |
| Patricia Carney      | 57  | Belton                    |
| Jimmie Caruthers     | 48  | Austin                    |
| Kriemhild Davis      | 62  | Killeen                   |
| Steven Dody          | 43  | Copperas Cove / Fort Hood |
| Alphonse "Al" Gratia | 71  | Copperas Cove             |
| Ursula Gratia        | 67  | Copperas Cove             |
| Debra Gray           | 33  | Copperas Cove             |
| Michael Griffith     | 48  | Copperas Cove             |
| Venezia Henehan      | 70  | Metz, Missouri            |
| Clodine Humphrey     | 63  | Marlin                    |
| Sylvia King          | 30  | Killeen                   |
| Zona Lynn            | 65  | Marlin                    |
| Connie Peterson      | 41  | Austin                    |
| Ruth Pujol           | 55  | Copperas Cove             |
| Su-Zann Rashott      | 36  | Copperas Cove             |
| John Romero, Jr.     | 29  | Copperas Cove             |
| Thomas Simmons       | 33  | Copperas Cove             |
| Glen Arval Spivey    | 55  | Harker Heights            |
| Nancy Stansbury      | 44  | Harker Heights            |
| Olgica Taylor        | 45  | Waco                      |
| James Welsh          | 75  | Waco                      |
| Lula Welsh           | 75  | Waco                      |
| Iva Juanita Williams | 64  | Temple                    |

## L'autore della strage
George Pierre Hennard era nato il 15 ottobre 1956 a Sayre, in Pennsylvania, figlio di un chirurgo svizzero e di una casalinga. Aveva due fratelli minori, il fratello Alan e la sorella Desiree. La famiglia di Hennard si trasferì in seguito nel Nuovo Messico, dove suo padre lavorava al White Sands Missile Range, vicino a Las Cruces. Dopo essersi diplomato alla Mayfield High School nel 1974, si arruolò nella Marina degli Stati Uniti prestando servizio per tre anni, fino a quando venne congedato con onore. Hennard in seguito lavorò come marinaio mercantile, ma venne licenziato per uso di droga.
All'inizio delle indagini sul massacro, il capo della polizia di Killeen affermò che Hennard "aveva un evidente problema con le donne per qualche motivo". Dopo che i suoi genitori divorziarono nel 1983, suo padre si trasferì a Houston e sua madre si trasferì a Henderson, in Nevada. Le pistole Glock 17 e Ruger P89 9mm che Hennard usava furono acquistate nel febbraio 1991 in un negozio di armi a Henderson.
Hennard scrisse una lettera alle due sorelle che vivevano nel suo stesso quartiere prima del massacro. Una parte della lettera diceva "Per favore, dammi la soddisfazione di ridere un giorno in faccia a tutte quelle vipere traditrici per lo più bianche quelle due città [Killeen e Belton] che hanno cercato di distruggere me e la mia famiglia". Scrisse anche di essere "veramente lusingato di sapere che ho due fan groupie adolescenti".

### Possibile movente
Hennard fu descritto come solitario e bellicoso, con un carattere esplosivo. Venne espulso dalla Marina Mercantile a causa del possesso di marijuana e di incidenti razziali. Numerose testimonianze includevano resoconti della misoginia di Hannard. Un suo ex compagno di stanza raccontò: "Odiava i neri, gli ispanici e i gay. Diceva che le donne erano serpenti e aveva sempre commenti dispregiativi su di loro, specialmente dopo i litigi con sua madre." Alcuni sopravvissuti alla sparatoria dissero che Hennard aveva scavalcato alcuni uomini per sparare alle donne. 14 delle 23 persone uccise erano donne, così come molti dei feriti. Disse a due di loro "cagna" (bitch) prima di sparare.

## Conseguenze
Il giorno dopo il massacro era previsto voto su una proposta di legge anti criminalità alla Camera dei rappresentanti degli Stati Uniti. Alcune delle vittime di Hennard erano elettori del Repubblicano Chet Edwards, che in risposta abbandonò la sua opposizione a una disposizione sul controllo delle armi che faceva parte del disegno di legge. Il provvedimento, che non fu approvato, avrebbe vietato alcune armi e caricatori come quello usato da Hennard.
La Texas State Rifle Association e altri preferivano che lo stato permettesse ai suoi cittadini di portare armi nascoste. Il governatore democratico Ann Richards pose il veto a tali progetti di legge, ma nel 1995 il suo successore repubblicano, George W. Bush, ne portò una in vigore. La legge era stata promossa da Suzanna Hupp, che era presente al massacro; entrambi i suoi genitori, Alphonse "Al" Gratia e Ursula "Suzy" Gratia, furono uccisi da Hennard. In seguito la Hopp dichiarò che le sarebbe piaciuto avere la sua pistola, ma disse: "Era a trenta metri di distanza nella mia macchina". Aveva temuto che se fosse stata sorpresa a trasportarlo avrebbe potuto perdere la licenza da chiropratico. Hupp testimoniò in seguito in tutto il paese a sostegno delle leggi sulle armi nascoste e venne eletta alla Camera dei rappresentanti del Texas nel 1996.
Un memoriale di granito rosa è stato collocato dietro il Killeen Community Center con la data dell'evento e i nomi delle persone uccise.

## Il luogo oggi
Il ristorante riaprì cinque mesi dopo il massacro, ma chiuse definitivamente il 9 settembre 2000. A partire dal 2020, un buffet sino-americano chiamato "Yank Sing" ne occupa il posto.